# Bois-le-Roi, Eure

Bois-le-Roi este o comună în departamentul Eure, Franța. În 1 ianuarie 2022 avea o populație de 1.234 de locuitori.